# Piano Concerto No. 23 (Mozart)
Concerto cho piano cung La trưởng, K. 488 là bản concerto của nhà soạn nhạc người Áo Wolfgang Amadeus Mozart. Theo danh sách tác phẩm mà Mozart lập ra cho chính các phẩm của mình, tác phẩm này được hoàn thành vào 2 tháng 3 năm 1786. Đó là khi vở opera Le nozze di Figaro được công diễn lần đầu tiên. Đó là một trong ba bản concerto được viết vào mùa xuân và được biểu diễn bởi chính Mozart. Bản concerto này dành cho piano độc tấu và dàn nhạc giao hưởng gồm:
- 1 flute
- 2 clarinet
- 2 bassoon
- 2 kèn horn
- Nhạc cụ bộ dây

## Các chương nhạc
Theo truyền thống của nhạc cổ điển châu Âu, bản concerto cho piano số 23 của Mozart gồm 3 chương theo cấu trúc nhanh-chậm-nhanh:

### Chương 1:Allegro
Chương nhạc này có cấu trúc của một bản sonata. Đầu tiên, dàn nhạc là người mở đầu câu chuyện, điều phổ biến trong các bản concerto của Mozart. Sau đó, khoảng 2 phút, tiếng piano được cất lên, diễn tả lại phần đầu đó. Rồi cũng chính piano là người viết tiếp cho chúng ta những tình tiết của câu chuyện trên, sau đó đến lượt dàn nhạc diễn tả lại. Có những lúc tưởng chừng như tiếng piano là những giọt âm thanh bay bổng trên dàn nhạc là một dòng sông âm nhạc. Tiết tấu ở đây đằm thắm, tha thiết, nhẹ nhàng từ đầu cho đến cuối, nhưng đậm chất Mozart.

### Chương 2: Adagio
Đây là chương nhạc duy nhất được viết ở cung Fa thăng thứ. Nó bắt đầu bằng tiếng của piano. Chương này tuy buồn những cũng không quá ảm đạm như trong nhiều chương chậm của các bản concerto khác của Mozart. Ở giữa chương này, Mozart lại để các tiết tấu của cung La trưởng chen ngang vào. Chủ đề của phần này được diễn tả bằng flute và clarinet. Đây chính là chủ đề mà Mozart có nhắc lại trong đoạn trio "Ah! taci ingiusto core!" của vở opera nổi tiếng Don Giovanni. 

### Chuông 3: Allegro assai
Đây là chương được viết ở một khúc rondo nhanh và không điển hình. Chương nhạc này có nhiều điểm giống với các chương trước. Nếu chủ đề khá giống với chương 1 thì hình thức mở đầu lại khá giống chương 2. Tuy nhiên, khác với chương 1, chương này ít tâm tình mà vui tươi, hồn nhiên hơn. Chương này được bắt đầu với sự hoán đổi của các cung nhạc (đầu tiên là cung Mi thứ, sau đó là cung Đô trưởng). Phần sau đó cũng được diễn tả như vậy. Ở giữa chương nhạc này, cung Fa thăng thứ là cung nhạc mở đầu. Nhưng rồi nó bị ngắt lại bởi tiếng clarinet ở cung Rê trưởng. Điều này, theo Curtbeth Girdlestone, làm ta liên tưởng đến các vở opera buffa khi âm nhạc của các bản ca kịch này thay đổi đột ngột ở cả các cảnh và các đoạn. 